# Bristol Bombay
Die Bristol 130 Bombay war ein zweimotoriges Bomben- und Transportflugzeug der Royal Air Force (RAF) in Ganzmetallbauweise.

## Geschichte und Konstruktion
Die Bristol Bombay wurde 1931 auf Grund einer Ausschreibung des britischen Luftfahrtministeriums für ein Transportflugzeug für 24 Soldaten entworfen und hatte 1935 ihren Erstflug. Es wurden 50 Exemplare hergestellt und von der RAF ab 1939 verwendet, obwohl sie zu diesem Zeitpunkt schon wieder veraltet waren (unter anderem wegen des festen, nicht einziehbaren Fahrwerkes). Im Mittelmeerraum wurde die Maschine in der Frühphase des Zweiten Weltkrieges als Transportflugzeug eingesetzt, in Nordafrika teilweise auch für nächtliche Bombardements.

## Trivia
- Die griechische Königsfamilie wurde am 2. Mai 1941 mit Bristol Bombay der No. 216 Squadron von Kreta nach Ägypten ausgeflogen.
- Fünf Bristol Bombay wurden vom britischen SAS bei ihrem ersten Kommandounternehmen im Mittleren Osten eingesetzt (Ziel waren deutsche Feldflugplätze).
- Lieutenant-General William Gott starb, als eine ihn befördernde Bristol Bombay am 7. August 1942 über der libyschen Wüste abgeschossen wurde. Er war der ranghöchste britische Offizier, der im Zweiten Weltkrieg fiel. Sein Tod hatte die Kommandierung Bernard Montgomerys nach Afrika zur Folge.

## Varianten
- Type 130 – Prototyp
- Type 130A – Bombay Mk I: Zweimotoriger mittelschwerer Bomber und Transportflugzeug. Ursprünglich als Type 130 Mark II bezeichnet.
- Type 137 – Projektiertes ziviles Transportflugzeug, nicht gebaut.[1]
- Type 144 – Vorgeschlagene Version mit einziehbarem Fahrwerk, nicht gebaut.[1]

## Militärische Nutzung
Australien
- Royal Australian Air Force

 Vereinigtes Königreich
- Royal Air Force

## Technische Daten
| Kenngröße             | Daten |
| --------------------- | --- |
| Besatzung             | 3–4 |
| Länge                 | 21,1 m |
| Spannweite            | 29,22 m |
| Höhe                  | 6,1 m |
| Flügelfläche          | 124,5 m² |
| Flügelstreckung       | 6,9 |
| max. Startmasse       | 9173 kg |
| Höchstgeschwindigkeit | ca. 309 km/h in 2000 m (6500 ft) Höhe |
| Reisegeschwindigkeit  | ca. 270 km/h in 3050 m Höhe |
| Reichweite            | 1415 km, mit Zusatzkraftstoff ca. 3560 km |
| Bewaffnung            | zwei Maschinengewehre Vickers K in Bug- und Heckdrehtürmen; 908 kg (2000 lb) Bomben, verteilt auf acht unter dem Rumpf mitgeführte 113-kg-Bomben (250 lb) |
| Triebwerke            | zwei Sternmotoren Bristol Pegasus XXII mit je 753 kW (1024 PS)                                                                                            |